# Blaesoxipha deleta
Blaesoxipha deleta is een vliegensoort uit de familie van de dambordvliegen (Sarcophagidae). De wetenschappelijke naam van de soort werd voor het eerst geldig gepubliceerd in 1895 door Frederik Maurits van der Wulp.